# Благоје Костић — Црни Марко
Благоје Костић — Црни Марко је акционарско друштво из Пирота које се бави производњом хлеба и пецива.

## Историјат
Ово предузеће је основано одлуком Градског Народног одбора општине Пирот 1. марта 1953. године издвајањем од Градског прехрамбеног предузећа као Државна занатска радња за производњу хлеба, пецива и бурека. Име је добило по народном хероју Благоју Костићу.
Хлеб и пециво су првобитно продавани у пет продавница, 3 у Пазару а 2 у Тијабари.
Основна средства добијена од Прехрамбеног предузећа нису била довољна због чега је Раднички савет донео одлуку 22. децембра 1953. године о куповини машине за замес хлеба од Новосадске ливнице.
Први директор предузећа је био Новица Тодоровић.
При формирању Државне занатске радње упошљен је 41 радник — 29 у производњи и трговини и 12 службеника.
Државно занатско предузеће за производњу хлеба, пецива и бурека је одлуком Народног одбора градске оштине 9. марта 1955. конституисало као Занатско предузеће за хлеб и пециво а врста делатности је производња хлеба, пецива и бурека. Тада су основани и Раднички савет као и Управни одбор.
Године 1957. је купљено прво возило носивости од три тоне. Две године касније, предузеће мења име у „Благоје Костић Црни Марко”.
Године 1970. производња хлеба и пецива била је 2833 тоне а девет година касније 4715 тоне.
Седамдесетих година се радило у два погона те се стога са изградњом трећег погона почело 1976. године.
Програмом својинске формулације је 24. јануара 2001. године на Скупштини Пекарског предузећа „Благоје Костић — Црни Марко” утврђено да предузеће наставља пословање као друштво капитала и то као акционарско друштво које ће пословати под фирмом Акционарско друштво „Благоје Костић — Црни Марко”. Најважнија инвестиција у овом периоду јесте отварање објекта Големи мост код моста на Нишави. У њему је смештена производна радионица за пецива, продавница мештовите робе, млечни ресторан, пицерија и ресторан.
Пекарско предузеће „Благоје Костић- Црни Марко”, приватизовано је 2003. године
Године 2016. су радници овог предузећа први пут ступили у штрајк због неисплаћених зарада. Следеће године су потпуно обуставили производњу после 63 година из истог разлога.
Данас у Пироту ради само једна пекара „Благоје Костић Црни Марко”.